# عادل أنور
عادل أنور (9 يناير 1965 - 15 ديسمبر 2023) هو ممثل وكاتب سيناريو ومخرج تلفزيوني مصري.

## حياته ونشأته
ولد في 9 يناير من عام 1965. تخرج في المعهد العالي للفنون المسرحية في بداية ثمانينيات القرن العشرين، وهو خال أيمن بهجت قمر وشقيق الفنان نادر أبو الليف. عمل في مسلسلات و سهرات و أفلام التلفزيون من ضمنها مسلسل (و كسبنا القضية).

## أعماله[7]

### تمثيل
- عملة نادرة، 2023 - مسلسل
- فلانتينو، 2020 - مسلسل
- آخر ديك في مصر، 2017 - فيلم
- ليالي الحلمية (الجزء السادس)، 2016 - مسلسل
- العمدة هانم، 2009 - مسلسل
- السفينة، 2006 - مسلسل
- أحلام في البوابة، 2005 - مسلسل
- الرقص مع الزهور، 2005 - مسلسل
- المنصورية، 2005 - مسلسل
- دوائر الشك، 2005 - مسلسل
- الحب القاتل، 2004 - سهرة تليفزيونية
- حرب الدخان، 2004 - مسلسل
- آلو .. رابع مرة، 2002 - مسلسل
- جائزة نوفل، 2002 - مسلسل
- فارس بلا جواد، 2002 - مسلسل
- ابن ماجة القزويني، 2001 - مسلسل
- النساء قادمون، 2001 - مسلسل
- العيال اتجننت، 1999 - مسلسل - فوازير
- رياح الشرق، 1998 - مسلسل
- حكايات مستر أيوب ومسز عنايات، 1996 - مسلسل
- عدل الأيام، 1996 - مسلسل
- الناس الطيبين، 1995 - مسلسل
- في بيتنا رجل، 1995 - مسلسل
- ليالي الحلمية (الجزء الخامس)، 1995 - مسلسل
- مساء الخير يا مصر، 1995 - مسرحية
- أحلام العنكبوت، 1994 - مسلسل
- العائلة، 1994 - مسلسل
- شرخ في جدار الحب، 1994 - مسلسل
- وجوه للحب، 1994 - مسلسل
- المنولوجست، 1993 - مسرحية
- بنت بطوطة، 1993 - مسلسل
- قشتمر، 1993 - مسلسل
- ناس ولاد ناس، 1993 - مسلسل
- أخويا هايص وأنا لايص، 1992 - مسرحية
- القضاء في الإسلام (الجزء الثالث)، 1992 - مسلسل
- ليالي الحلمية (الجزء الرابع)، 1992 - مسلسل
- أبناء الغربة، 1990 - سهرة تليفزيونية
- البعض يتسلّق الهرم، 1990 - مسلسل
- الوسية، 1990 - مسلسل
- الصفقة، 1989 - فيلم
- القضاء في الإسلام (الجزء الثاني)، 1989 - مسلسل
- المسحراتي الأصيل، 1989 - مسرحية
- أمينة، 1989 - مسلسل
- حساب السنين، 1989 - مسلسل
- طارق من السماء، 1989 - مسلسل
- لؤلؤ وأصداف، 1989 - مسلسل
- جواز في السر، 1988 - فيلم
- لو يعود الزمان، 1988 - مسلسل
- وجيدة وسامح، 1988 - مسلسل
- أسعد الله مساءك، 1987 - فيلم
- وشاءت الأقدار، 1987 - مسلسل
- وكسبنا القضية، 1987 - مسلسل
- الخديعة، 1986 - مسلسل
- الذئب الأزرق، 1986 - مسلسل
- المكتوب على الجبين، 1986 - مسلسل
- الوريث، 1986 - مسلسل
- ينابيع النهر، 1986 - مسلسل
- الأبناء، 1985 - مسلسل
- صعود بلا نهاية، 1985 - سهرة تليفزيونية
- الخليل بن أحمد، 1984 - مسلسل
- عمرو بن العاص، 1983 - مسلسل
- الأزهر الشريف منارة الإسلام، 1982 - مسلسل
- الثأر قبل الحب أحيانا، 1981 - مسلسل
- أبدًا يعيش الحب، سهرة تليفزيونية
- الشحات لما يحلم، سهرة تليفزيونية
- المديرة والبوسطجي، مسرحية
- تيجي تصيده، سهرة تليفزيونية
- عزيزة، سهرة تليفزيونية
- عفوًا ضيوفنا الأعزاء، سهرة تليفزيونية
- كفر الجنون، سهرة تليفزيونية
- للصغار رأي أخر، مسرحية
- من الحياة، برنامج
- من دعاة الخير، مسلسل
- وفاء، مسلسل
- يا نطرة رخي رخي، سهرة تليفزيونية

### تأليف
كافيه تشينو
2008 - مسلسل - سيت كوم
مؤلف
قاعدين ليه؟
2005 - مسرحية
إعداد
الحب القاتل
2004 - سهرة تليفزيونية
سيناريو وحوار
آلو .. رابع مرة
2002 - مسلسل
سيناريو وحوار
السيف والصخر
2000 - مسلسل
مؤلف
عائلتي
2000 - مسلسل
قصة وسيناريو وحوار
المصير المحتوم
1998 - سهرة تليفزيونية
مؤلف
أبدًا يعيش الحب
0 - سهرة تليفزيونية
سيناريو وحوار
عفوًا ضيوفنا الأعزاء
0 - سهرة تليفزيونية
قصة وسيناريو وحوار

### إخراج
- مساء الفن، 2016 - برنامج
- يوم عاصف جدا، 1984 - مسرحية